# 金玉 (金正日妻子)
金玉（韓語：김옥，羅馬化：Kim Ok，1964年8月28日—），是朝鮮民主主義人民共和國的第二代最高領導人、前朝鮮勞動黨總書記金正日的第五任妻子，即現任朝鮮劳动党总书记金正恩的繼母。
她畢業於平壤音樂舞蹈大學，主修鋼琴。金正日廚師日本人藤本健二曾親眼見過20多歲時的金玉，他形容其人「皮膚白皙，臉型小，身高158公分，身材很出眾，長得像日本女星宮澤理惠。」在1980年代起金玉擔任金正日的「技術書記」，相當於其私人女秘書，更負責管理金正日的金庫。《朝鮮日報》指她在金正日第四任妻子高英姬死後，與金正日同居。她有時會隨金正日外訪，例如在2006年1月就以朝鮮國防委員會課長的名義陪同金正日到中國訪問中共中央總書記、國家主席胡錦濤。
有傳2008年年中金正日健康惡化，在2008年底至2009年初有所恢復後，二人正式結婚，並育有一名年幼兒子。之後在數個重要場合都能看到她出現，例如2010年9月金正恩在朝鮮勞動黨代表會議被確立為金正日繼承人之後，在領導人集體照中可見金玉亦有合影。她更擔任朝鮮人民軍創建七十五周年閱兵儀式排練的總指揮。
關於她和金正恩的關係，外間有各種不同揣測：有指金正恩的生母高英姬在臨終前向金玉托孤；也有指她有份參與指定金正恩為繼承人，因對方年輕，有利於她日後幕後掌權；更有指金玉實際上才是金正恩的生母。然而，也有另一種傳聞指，金玉由於屬於黨內的溫和派，已被掌權後的金正恩肅清。

## 家庭
- 父：金孝（朝鮮勞動黨財政經理部高級幹部）[6]
- 弟：金均（金日成綜合大學副學科長）[6]
- 夫：金正日
- 子：一名，姓名不詳，可能出生於2004年[3]